# Ekalluk River
Der Ekalluk River ist ein 187 km langer Fluss im Südosten von Victoria Island in Nunavut im Norden Kanadas.

## Flusslauf
Der Ekalluk River hat seinen Ursprung in einem namenlosen See 100 km nordnordwestlich von Cambridge Bay. Er fließ anfangs 12 km in Richtung Ostnordost. Anschließend biegt der Ekalluk River in Richtung Südsüdost ab. Wenig später liegt eine 12 km lange Flussverbreiterung am Flusslauf. Im Anschluss, bei Flusskilometer 153, wendet sich der Ekalluk River in Richtung Osten. Zwischen den Flusskilometern 187 und 117 durchquert der Ekalluk River einen 123 km² großen namenlosen See in südöstlicher Richtung. Der Ekalluk River fließt in der Folge nach Süden und erreicht bei Flusskilometer 86 das östliche Seeende des Tahiryuaq (vornals Ferguson Lake). Diesen verlässt er an dessen westlichen Seeende. Er fließt noch etwa 3 Kilometer nach Westen und mündet schließlich in die Wellington Bay, die sich zur Dease Strait hin öffnet. Die Flussmündung befindet sich 58 km westnordwestlich von Cambridge Bay. Der Ekalluk River entwässert ein 5835 km² großes Gebiet.

## Flussfauna
Im Ekalluk River kommt der Wandersaibling (Salvelinus alpinus) vor.